# Stranded (EP)
Stranded är det svenska punkbandet No Fun at Alls andra EP-skiva, utgiven 1995.
I Sverige  och Tyskland utgavs skivan som CD av Burning Heart Records respektive Semaphore. EP:n var den första att två att ges ut ifrån gruppens andra studioalbum, Out of Bounds, ifrån vilket låten "Stranded" hämtades. Övriga spår är tidigare outgivna.

## Låtlista
1. "Stranded" - 2:12
2. "Don't Know Nothing" - 1:55
3. "Wasted" - 0:38 (cover på Circle Jerks)
4. "Wiser" - 2:12 (cover på Coffin Break)
5. "In-Sight" - 1:44 (cover på Dead Kennedys)

## Personal
- Mikael Danielsson - gitarr
- Ingemar Jansson - sång
- Krister Johansson - gitarr
- Lasse Lindén - assisterande ljudtekniker
- Ulf Lundkvist - artwork
- No Fun at All - arrangemang, producent, mixning
- Kjell Ramstedt - trummor
- Pelle Saether - producent, mixning
- Henrik Sunvisson - bas, bakgrundssång

## Listplaceringar
| Lista (1995) | Topplacering |
| ------------ | ------------ |
| Sverige      | 23           |

### Fotnoter
1. 1 2  ”Stranded”. Discogs.com. http://www.discogs.com/No-Fun-At-All-Stranded/release/393408. Läst 29 mars 2012.
2. ↑  Placeringar på den svenska singellistan